# 5801 Vasarely
5801 Vasarely è un asteroide della fascia principale. Scoperto nel 1984, presenta un'orbita caratterizzata da un semiasse maggiore pari a 2,3729236 UA e da un'eccentricità di 0,1022602, inclinata di 4,23983° rispetto all'eclittica.